# Bukit Cempegih
Bukit Cempegih är ett berg i Indonesien.   Det ligger i provinsen Aceh, i den västra delen av landet, 1 500 km nordväst om huvudstaden Jakarta. Toppen på Bukit Cempegih är 348 meter över havet, eller 58 meter över den omgivande terrängen. Bredden vid basen är 0,52 km.
Terrängen runt Bukit Cempegih är kuperad åt nordväst, men åt sydost är den platt. Runt Bukit Cempegih är det ganska tätbefolkat, med 62 invånare per kvadratkilometer. I omgivningarna runt Bukit Cempegih växer i huvudsak städsegrön lövskog.